# Mantila tečkovaná
Mantila tečkovaná, jinak též mantela tečkovaná (Guibemantis punctatus), je druh žáby z čeledi mantelovití (Mantellidae) a rodu Guibemantis. Její samci dosahují velikosti asi 23 až 25 mm, samice bývají o něco větší. Kůže je hladká, olivově zelená až světle hnědě zbarvená, s malými skvrnkami. Přes bok hlavy se táhne hnědavá linka. Spodní partie těla mají světlé zbarvení.
Mantila tečkovaná se přirozeně vyskytuje pouze v rámci rezervace Amboitantely v centrální části ostrova Madagaskar (18°9′40″ j. š., 47°18′7″ v. d.), a sice na území o rozloze asi 65 km2. Jedná se o stromovou žábu, jež je existenčně závislá na pandánech (Pandanus); ve vodě shromážděné v paždí listů těchto stromů se totiž vyvíjejí její pulci. Mezinárodní svaz ochrany přírody (IUCN) považuje od roku 2016 tento druh za kriticky ohrožený, a to na základě malého areálu rozšíření a pokračující ztrátě přirozeného prostředí v důsledku postupujícího lidského osídlení, zemědělství, pastevectví, těžby dříví či šíření invazivních eukalyptů.